# Perché mi sono innamorato di te
Perché mi sono innamorato di te è un singolo del cantautore italiano Tropico, pubblicato l'11 aprile 2025.

## Video musicale
Il video, diretto da Mirko Salciarini, è stato reso disponibile in concomitanza con il lancio del singolo attraverso il canale YouTube del cantautore.

## Tracce
Testi di Davide Petrella, musiche di Davide Petrella, Rosario Castagnola e Sarah Tartuffo.
1. Perché mi sono innamorato di te – 3:56